# Ульріш Раме
Ульрі́ш Раме́ (фр. Ulrich Ramé, нар. 19 вересня 1972, Нант) — французький футболіст, що грав на позиції воротаря. Згодом — футбольний функціонер і тренер.

## Клубна кар'єра
У дорослому футболі дебютував 1991 року виступами за команду клубу «Анже», в якій провів шість сезонів, взявши участь у 82 матчах чемпіонату. 
Своєю грою за цю команду привернув увагу представників тренерського штабу клубу «Бордо», до складу якого приєднався 1997 року. Відіграв за команду з Бордо наступні чотирнадцять сезонів своєї ігрової кар'єри. Більшість часу, проведеного у складі «Бордо», був основним голкіпером команди. За цей час двічі виборював титул чемпіона Франції, ставав володарем Суперкубка Франції (також двічі).
Завершив професійну ігрову кар'єру в «Седані», за команду якого виступав протягом 2011—2013 років.

## Виступи за збірну
1999 року дебютував в офіційних матчах у складі національної збірної Франції. Протягом кар'єри у національній команді, яка тривала 5 років, провів у формі головної команди країни лише 12 матчів, оскільки здебільшого був резервним голкіпером.
У складі збірної був учасником чемпіонату Європи 2000 року у Бельгії та Нідерландах, здобувши того року титул континентального чемпіона. Наступного року брав участь у розіграші Кубка конфедерацій, що проходив у Японії і Південній Кореї і де перемогу здобули представники УЄФА французи.
Учасник чемпіонату світу 2002 року в Японії і Південній Кореї, 

## Тренерська робота
Завершивши виступи на футбольному полі, 2013 року почав навчання на тренерських курсах для отримання тренерської ліцензії.
2014 року повернувся до клубу «Бордо», в якому провів основну частину ігрової кар'єри, ставши у його системі одним з директорів. Після того, як керівництво клубу відправило у відставку його колишнього партнера по збірній Віллі Саньоля з посади головного тренера команди, 14 березня 2016 року Раме, який на той час вже мав необхідну ліцензію, був призначений очільником тренерського штабу «Бордо». Призначення було тимчасовим, до завершення сезону 2015/16, тож по його завершенні Раме змінив тренерську позицію на адміністративну, ставши технічним директором клубу.

## Титули і досягнення

### Командні
- Чемпіон Франції (2):

«Бордо»:  1998–99, 2008–09
- Володар Кубка французької ліги (3):

«Бордо»:  2001-02, 2006-07, 2008-09
- Володар Суперкубка Франції (2):

«Бордо»:  2008, 2009
- Чемпіон Європи (1):

 Франція: 2000
- Володар Кубка Конфедерацій (1):

 Франція: 2001